# (10140) Villon
(10140) Villon (1993 SX4) – planetoida z grupy pasa głównego asteroid okrążająca Słońce w ciągu 3,77 lat w średniej odległości 2,42 j.a. Odkryta 19 września 1993 roku.